# پاتس‌ویل (تگزاس)
پاتس‌ویل (به انگلیسی: Pottsville) یک منطقهٔ مسکونی در ایالات متحده آمریکا است که در شهرستان همیلتون، تگزاس واقع شده‌است. پاتس‌ویل ۴۰۲٫۹۵ متر بالاتر از سطح دریا واقع شده‌است.